# Sân bay Verona Villafranca
Sân bay Verona Villafranca (IATA: VRN, ICAO: LIPX), còn được gọi là sân bay Valerio Catullo hoặc chỉ đơn giản là sân bay Villafranca là một sân bay có cự ly 2,7 hải lý (5,0 km; 3,1 mi) về phía tây nam của Verona, Ý. Sân bay này nằm ở ngã ba đường cao tốc A4 và A22. Sân bay Verona phục vụ dân số hơn 4 triệu người ở các tỉnh Verona, tỉnh Brescia, Mantua (tỉnh Mantova) và Trentino-Alto Adige / Südtirol.

## Lịch sử
Verona Villafranca là một sân bay quân sự trong chiến tranh thế giới thứ nhất và mở cửa cho giao thông dân dụng vào đầu năm 1910 với chuyến bay thuê bao đến Bắc Âu và các kết nối hàng ngày đến Rome.
Vào cuối những năm 1970, nhờ vào các dự án cộng đồng đầu tiên được phát triển bởi các tỉnh, khu tự quản và phòng phương mại của Verona, sân bay này đã nhận được một nhà ga hành khách với các văn phòng và các cơ sở xử lý. Cơ quan "Aeroporto Valerio Catullo di Verona Villafranca Spa", được thành lập vào tháng năm 1978. Sở hữu sân bay được chia sẻ giữa chính quyền địa phương của Veneto (Villafranca di Verona và Sommacampagna), Lombardy (Brescia), Trentino (cổ đông lớn thứ hai) và Alto Adige / Südtirol.